# تجاوز اصلاحی

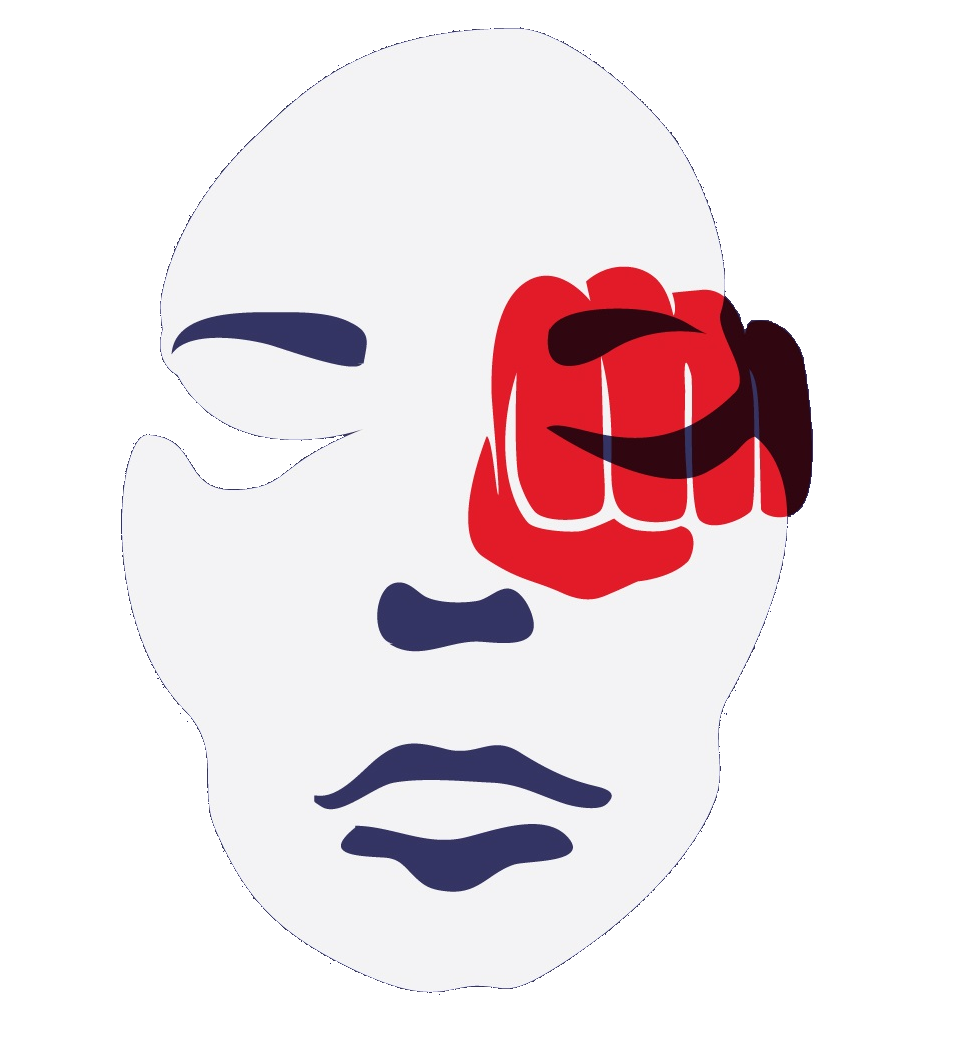
یک پوستر روسی که از شما می‌خواهد چشمانتان را در برابر آزار و اذیت زنان باز کنید.- در برابر آزار و اذیت زنان

تجاوز اصلاحی (انگلیسی: corrective rape) خلاف مجرمانه‌ای است که بیشتر در آفریقای جنوبی مشاهده می‌شود. این عمل مجرمانه اینگونه است که به همجنس‌گرایان زن توسط مردانی که احیاناً زیر نظر خانواده قربانیان نیز هستند تجاوز جنسی صورت می‌گیرد که هدف آن «درمان» این زنان از همجنس‌گرایی است.